# Staples (Minnesota)
Staples es una ciudad ubicada en el condado de Todd en el estado estadounidense de Minnesota. En el Censo de 2020 tenía una población de 2.989 habitantes y una densidad poblacional de 243,28 personas por km².

## Geografía
Staples se encuentra ubicada en las coordenadas 46°22′20″N 94°48′54″O / 46.37222, -94.81500. Según la Oficina del Censo de los Estados Unidos, Staples tiene una superficie total de 12.1 km², de la cual 12.08 km² corresponden a tierra firme y (0.11%) 0.01 km² es agua.

## Demografía
Según el censo de 2010, había 2981 personas residiendo en Staples. La densidad de población era de 246,46 hab./km². De los 2981 habitantes, Staples estaba compuesto por el 95.91% blancos, el 0.47% eran afroamericanos, el 0.91% eran amerindios, el 0.74% eran asiáticos, el 0.03% eran isleños del Pacífico, el 0.34% eran de otras razas y el 1.61% pertenecían a dos o más razas. Del total de la población el 1.48% eran hispanos o latinos de cualquier raza.

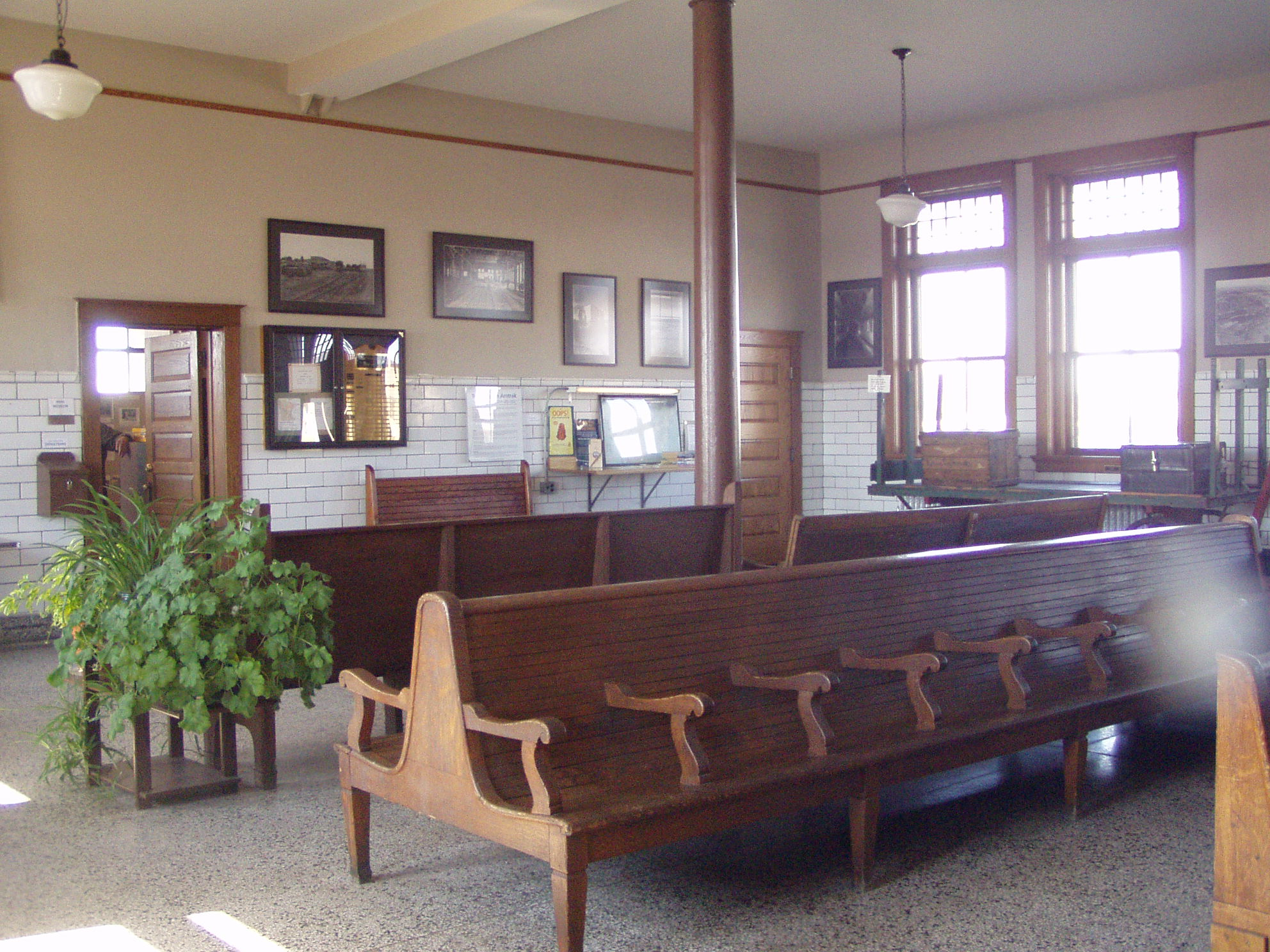
Estación de tren en Staples.